# Loop (Film)
Loop ist ein US-amerikanischer, computeranimierter Kurzfilm aus dem Jahr 2020. Er gehört zur Filmreihe SparkShorts von Pixar und handelt von einem Jugendlichen, der während einer Fahrt in einem Kanu lernt, mit einer gleichaltrigen Autistin zu kommunizieren. Die Produktion wurde am 10. Januar 2020 auf Disney+ veröffentlicht und im August desselben Jahres beim Animationsfilmfestival der Computergrafik-Konferenz SIGGRAPH aufgeführt.

## Handlung
Die 13-jährige Autistin Renee, die sich nicht verbal verständigt, wartet in einem Feriencamp auf einen Kanu-Partner, während sie den Klingelton ihres Smartphones in Dauerschleife abhört. Kurz darauf kommt Marcus verspätet im Camp an, weswegen der Betreuer ihn Renee zuweist. Während der Fahrt versucht Marcus mehrmals erfolglos, mit ihr ins Gespräch zu kommen. Als er ihr bestimmte Paddel-Techniken erläutert, ignoriert Renee ihn und rüttelt stattdessen am Boot. Nachdem Marcus sie auffordert, ihm zu sagen, was sie von ihm will, deutet Renee auf ein Kot-Emoji ihres Smartphones sowie die Ufer-Toiletten, weswegen Marcus das Kanu dorthin steuert.
Auf dem Weg berührt Renee Schilf. Als sie Marcus anweist, die Stelle immer wieder zu passieren, merkt dieser, dass sie gar nicht auf die Toilette muss, sondern nur das Schilf berühren wollte. Nachdem Marcus ihr dies gleichtut, widmet sich Renee wieder ihrem Smartphone. Daraufhin kommt ihm eine Idee: Er fährt in einen Tunnel und bringt Renee dazu, den Klingelton abzuspielen, wodurch dieser widerhallt. Sie findet zunächst Gefallen daran, allerdings fährt kurz darauf ein Rennboot an ihnen vorbei, durch dessen Echo sie eine Reizüberflutung erleidet. Renee ergreift panisch das Paddel, wobei sie fast mit dem Rennboot zusammenstoßen. Am Ufer wirft Renee ihr Smartphone in den See und versteckt sich unter dem umgekippten Kanu.
Nachdem Marcus Renee Zeit gibt, sich zu beruhigen, tritt sie unter dem Kanu hervor. Danach überreicht er ihr ein Schilfrohr, worauf sie gemeinsam lachend den Klingelton imitieren. Anschließend paddeln sie zum Camp zurück. In der darauffolgenden Post-Credit-Szene geht auf Renees Smartphone, das in einer Schüssel Reis trocknet, eine Textnachricht von Marcus ein, der sie fragt, ob sie noch einmal mit ihm Kanu fahren will.

## Produktion
Der Pixar-Mitarbeiterin Erica Milsom kam die Idee zum Film, als sie in der Bay Area in einem Kunstprogramm für Personen mit Behinderung aushalf. Dort fiel es ihr schwer, mit den Teilnehmenden vertraut zu werden, da viele von ihnen nur nonverbal kommunizierten. An einem Tag wurde sie vom Kursleister angewiesen, einen Regenmacher zu bauen. Während sie sich still ihrer Aufgabe widmete, wurde sie von den Teilnehmenden beobachtet, die irgendwann auf sie zugingen und ihr ihre eigenen Kunstwerke zeigten. Milsom habe dadurch gelernt, dass es viele unterschiedliche Arten der zwischenmenschlichen Kommunikation gebe.
Sie beschloss daraufhin, die Erfahrung mit ihrer Vorliebe für Kanufahrten zu verbinden und dies in einem SparkShort zu verarbeiten. Die SparkShorts sind eine Kurzfilmreihe von Pixar, deren Produktionen in einem Zeitraum von sechs Monaten mit niedrigem Budget entstehen und auf persönlichen Erlebnissen der Debüt-Regisseure basieren. Milsom besprach sich zur Recherche mit Kollegen, deren Kinder „anders“ seien. Laut ihr stammten die interessantesten Schilderungen über Sinneseindrücke von Eltern autistischer Kinder, weswegen sie sich entschied, ein ebensolches Mädchen zu in ihrem Film zu porträtieren.
Für die Hauptrolle Renee gab es kein Casting, Interessierte wurden stattdessen von Organisationen in der Bay Area aufgerufen, bei den Produzenten vorstellig zu werden. Deren Wahl fiel nach einer Woche auf die Jugendliche Madison Bandy, die selbst Autistin ist und kaum spricht. Das Produktionsteam holte sich auch die Unterstützung des Autistic Self Advocacy Network, einer gemeinnützigen Organisation und Interessengruppe für autistische Menschen, um eine authentische Repräsentation zu gewährleisten. So berieten deren Mitglieder die Animatoren bei der Darstellung von Renees Art der Kommunikation, weswegen sie im Film mehrmals mit den Händen flattert, wenn sie sich freut.
Zudem wollte das Team die Sinneswahrnehmung der Protagonistin positiv abbilden, die in Filmen über Autismus fast immer negativ dargestellt werde. In den entsprechenden Szene verwendeten die dafür zuständigen Teammitglieder für die Hervorhebung der positiven Aspekte besonders viel Beleuchtung und Farbsättigung. Auch kamen verschiedene Kamerawinkel zum Einsatz, um die Unterschiede zwischen Renee und Marcus zu verdeutlichen. In Szenen, in denen er im Fokus steht, ist sie immer im Bildmittelpunkt zu sehen. Dafür ist Marcus aus Renees Sichtweise nie zentriert, da sie im Gegensatz zu ihm nicht versucht, Blickkontakt aufzunehmen.

## Rezeption
In der Internet Movie Database erreichte der Film eine Bewertung von 6,8 von zehn Sternen basierend auf 2.096 abgegebenen Stimmen.
Loop stieß vor allem bei Zuschauenden auf eine positive Resonanz, die selbst eine Verbindung zu Autismus haben. So lobte Johnathon Briggs, Vater einer Autistin, die authentische Darstellung der Hauptfigur, den Appell an das Publikum, empathisch zu sein, sowie das Aufzeigen der Gemeinsamkeiten zwischen Personen verschiedener neurologischer Entwicklung. Der Autismus-Aktivist Kerry Magro äußerte sich positiv über die Wahl einer Person of Color als Protagonistin, da die meisten Hauptfiguren in Produktionen über Autismus weiße Männer seien. Magro lobte auch die Darstellung unterstützter Kommunikation, was Stereotypen über nonverbale Art der Verständigung widerlege, sowie die Behandlung von Reizüberflutung, die in Diskussionen über Autismus oft zu kurz ausfalle. Laut dem Aktivisten James Sinclair sei der Film nicht nur wegen ästhetischen Elementen wie den verschiedenen Kamerawinkeln oder der großartigen Animation wunderschön. Die Produktion zeige vor allem auf, dass für eine erfolgreiche zwischenmenschliche Kommunikation Sprache oft nicht zwingend notwendig sei. Loop verdiene letztlich wegen seiner makellosen Darstellung von Autismus Lob und ebne den Weg für weitere animierte Produktionen zum Thema.
In einem Artikel der The Hollywood Reporter aus dem Jahr 2021 über fehlende authentische Hollywood-Filme zum Thema Autismus wurde Loop als Gegenbeispiel benannt. Aufgeführt wurden unter anderem der Einbezug von autistischen Beratern während des Produktionsprozesses sowie Milsoms Entscheidung, die Dreharbeiten nicht in einem für Bandy wegen ihrer Sinneswahrnehmung schlecht geeignetem Aufnahmestudio, sondern bei der Jugendlichen zuhause stattfinden zu lassen.

## Auszeichnungen
Im August 2020 wurde Loop auf dem Animationsfilmfestival der SIGGRAPH aufgeführt und gewann dort den Best in Show Award für den besten Kurzfilm. Ein Jahr darauf erhielt die Produktion eine Nominierung für den NAACP Image Award in der Kategorie Bester animierter Kurzfilm.